# Philippe Fortin de La Hoguette
Pour les articles homonymes, voir Fortin.
Philippe Fortin de La Hoguette (1585, Falaise - ~1668 en Saintonge) est un militaire et écrivain français.

## Biographie
Issu d'une « famille de robe » de Falaise anoblie en 1590 par le roi Henri IV, il choisit la carrière des armes. Il s’était embarqué en 1612 pour une expédition vers l’Afrique qui n’aboutit pas et se mit ensuite au service du roi. Il joua un rôle dans les soumissions politique et militaire des réformés de la région d’Aunis et Saintonge. Capitaine de Brouage de 1625 à 1631, il est un lieutenant du duc de La Meilleraye en 1627, il entre ainsi dans la clientèle du cardinal de Richelieu et participe au siège de La Rochelle en 1627-1628 et à la campagne en Italie en 1629-1630. Après des problèmes de santé, il devient simple sergent-major de Blaye puis lieutenant de Sainte-Foy-la-Grande en 1634. En 1635, il acquiert le fief de Chamouillac, près de Blaye, dont il fait sa résidence. Il voyage en Hollande où il prend part au siège de Breda en 1637, participe aussi en 1639 à une descente maritime sur la Corogne, en Espagne. « Soldat et philosophe », il participe également dès 1622 aux activités de l'« Académie des Frères Dupuy ». Il est précepteur des enfants du duc de Longueville de 1659 à 1662. Il est enfin l’auteur de quelques ouvrages qui ont connu plusieurs éditions dont son célèbre Testament, ou conseils fideles d'un bon père a ses enfans, dans lequel sont contenus plusieurs raisonnemens chrestiens, moraux & politiques qui connait seize éditions entre 1648 et 1695 et a été traduit en plusieurs langues.

## Union et postérité
Il épouse à 55 ans Louise de Beaumont, sœur de l'archevêque de Paris, Hardouin de Péréfixe de Beaumont, âgée de 28 ans. Elle lui donne cinq enfants :
- Armand Fortin de La Hoguette, tué lors du Siège de Candie ;
- Charles Fortin de La Hoguette, tué en 1693 lors de la bataille de La Marsaille ;
- Hardouin Fortin de La Hoguette ;
- Charlotte de La Hoguette, épouse le 16 décembre 1663 Jean-François de Gaufreteau, baron de Francs ;
- une fille célibataire.